# Saint-Sorlin-en-Bugey
Saint-Sorlin-en-Bugey es una comuna francesa situada en el departamento de Ain, en la región de Auvernia-Ródano-Alpes.

## Demografía
| 527 | 559 | 629 | 690 | 832 | 939 | 1125 |
| Para los censos de 1962 a 1999 la población legal corresponde a la población sin duplicidades (Fuente: INSEE [Consultar]) |     |     |     |     |     |      |